# Specchio di Cristina di Svezia
Lo Specchio di Cristina di Svezia è un'opera d’arte realizzata da Gian Lorenzo Bernini su richiesta della ex sovrana scandinava durante gli anni del soggiorno romano della regina. L’opera vera e propria dello scultore è l’articolata cornice marmorea dello specchio.   

## Storia

Sébastien Bourdon, Ritratto di Cristina di Svezia, 1652-1657, Stoccolma, Nationalmuseum

L'opera, attualmente dispersa, è testimoniata da varie fonti. Innanzitutto presso le collezioni reali del Castello di Windsor è conservato un disegno autografo del Bernini che dà conto del progetto iniziale dell'artista. L'iscrizione in basso a sinistra del disegno, apposta in antico, non lascia dubbi sullo scopo dello studio. 
Il disegno non è datato ma per considerazioni stilistiche è generalmente collocato intorno al 1670: anche lo specchio realizzato in base ad esso quindi è da collocarsi all'incirca agli stessi anni.
L’opera fu poi vista a Palazzo Riario (poi Corsini) – ultima residenza romana di Cristina di Svezia – dall'architetto svedese Nicodemus Tessin il Giovane. Il Tessin non solo descrisse lo specchio nei suoi diari di viaggio ma ne tratteggiò un disegno oggi conservato presso il Nationalmuseum di Stoccolma. 
Dopo la morte di Cristina le sue ricche raccolte d'arte subirono vari passaggi di proprietà e lo specchio del Bernini in particolare entrò, sul finire del secolo, nelle mani del cardinale Pietro Ottoboni. Presso il prelato veneziano è documentato un intervento di restauro dell'opera affidato allo scultore Lorenzo Ottoni. Dopo di che non si possiede alcuna altra notizia dello specchio di Cristina di Svezia: si ignora se l’opera sia ancora esistente e non individuata o se essa sia andata irrimediabilmente perduta.

## Descrizione e interpretazione

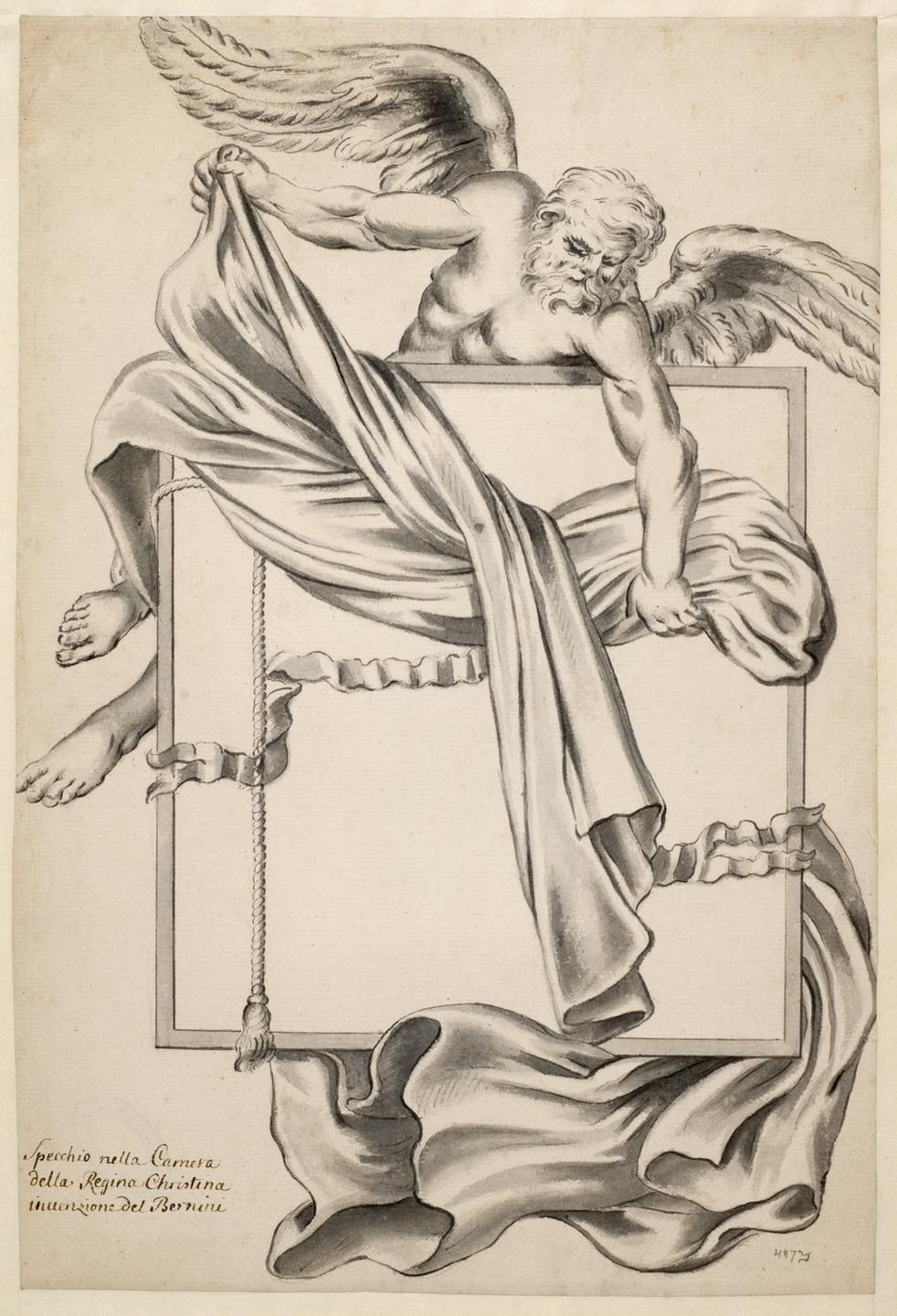
Nicodemus Tessin, Copia del perduto specchio del Bernini, 1680 circa, Stoccolma, Nationalmuseum

La figura alata di Crono (il Tempo) solleva un articolato drappo al di sotto del quale vi è la superficie riflettente dello specchio vero e proprio. Il confronto tra il disegno berniniano di Windsor Castle e la copia (derivata direttamente dalla scultura) di Tessin mostra alcune varianti tra l'idea iniziale e l'opera finita relative essenzialmente al drappo che nella cornice marmorea è assai più “barocco” di quanto non appaia nel progetto.
La figura di Crono che solleva un drappo lasciando apparire ciò che esso celava rimanda con evidenza al tema iconografico della Verità svelata dal Tempo. In questo caso la verità messa a nudo dal tempo è la persona che si riflette nello specchio, cioè sulla superficie che Crono ha appena scoperto, rimuovendo il velo. La verità quindi è la stessa regina svedese committente e proprietaria dell’opera.
Quanto al significato di questa complessa macchina concettuale una prima più “semplice” interpretazione è che esso consista in una stigmatizzazione della vanità, tema ricorrente nell'arte del tempo. La verità rivelata sarebbe quindi la caducità della giovinezza e della bellezza esteriore, in questo caso della stessa regina Cristina. In ultima analisi si tratterebbe di un memento mori. 
A questa prima interpretazione ne è stata contrapposta un’altra - formulata dalla studiosa americana Lilian H. Zirpolo - assai più articolata e complessa. È stato argomentato infatti che vari elementi sembrano rendere insoddisfacente la spiegazione dello specchio quale ammonimento dalla vacuità della Vanitas. 
In primo luogo il tema della verità svelata dal tempo, cui senza dubbio è da ricondurre la cornice dello specchio, ha solitamente un significato diverso da quello di monito sulla caducità della bellezza del corpo. Il tema della Veritas piuttosto allude alla capacità del tempo di dissipare la calunnia e di ristabilire per l’appunto la verità, riabilitando così colui che è stato oggetto di accuse false e spesso dettate dalla mala fede.

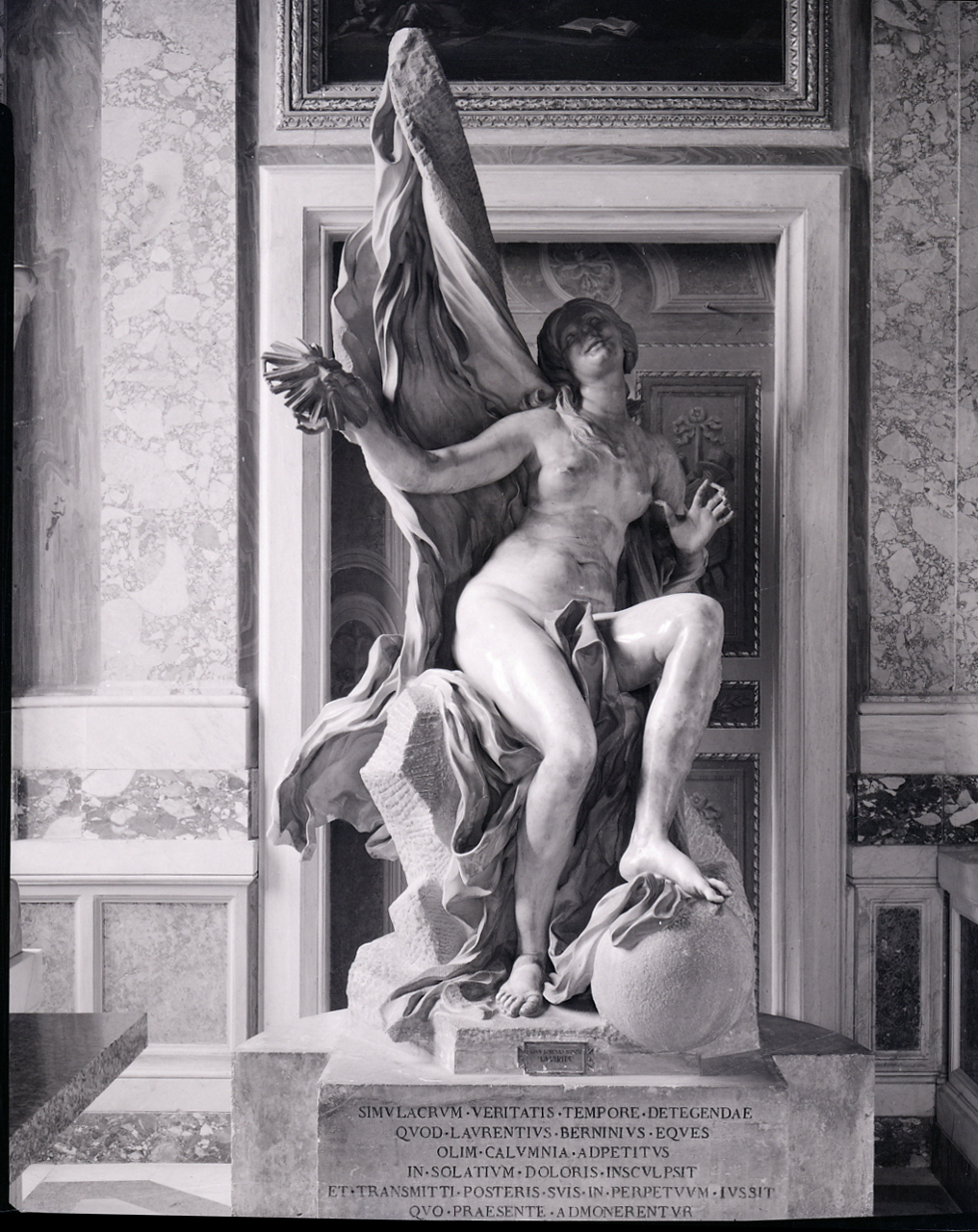
Gian Lorenzo Bernini, La Verità svelata dal Tempo, 1646-1652, Roma, Galleria Borghese

È significativo che lo stesso Bernini avesse in precedenza coniugato nei medesimi termini il tema della verità svelata nella grande statua oggi nella Galleria Borghese, opera che lo scultore realizzò per se stesso dopo il clamoroso insuccesso della elevazione dei campanili della basilica di San Pietro. Come è noto infatti dopo l'avvio dei lavori ad un certo punto ci si rese conto dell'imminente pericolo di crollo della fabbrica: quanto già edificato venne demolito e si rinunciò definitivamente al progetto di dotare di torri campanarie la basilica vaticana. Il fallimento dette luogo ad aspre polemiche per lo spreco di danaro pubblico e da più parti Bernini venne accusato di essere un architetto incapace. L'amareggiato Gian Lorenzo, certo della sua incolpevolezza, realizzò quindi la sua Verità, confidando che il tempo avrebbe dimostrato che il cattivo esito dell’impresa non era dovuto a sue mancanze. 
A ciò si aggiunge che Cristina – peraltro donna non particolarmente bella e che all'epoca di presumibile realizzazione dello specchio aveva all'incirca quarantacinque anni, età al tempo non più verde – nella sua vita non aveva mai dimostrato interesse per il suo aspetto esteriore, anzi era oggetto di vociferazioni la sua apparente mascolinità non disgiunta da illazioni circa una sua presunta omosessualità (o “addirittura” ermafroditismo). Circostanze anche queste che farebbero apparire poco consono al personaggio il primo significato attribuito allo specchio fatto per la regina dal Bernini.
Infine, come testimoniato dal Tessin, lo specchio era collocato in un ambiente di rappresentanza di Palazzo Riario, cioè una sala dove Cristina aveva raccolto alcuni dei capolavori pittorici da ella posseduti – e detta per l'appunto Sala dei quadri –, luogo in cui la sovrana era solita ricevere le visite di tanti esponenti del bel mondo romano, di artisti ed accademici, di diplomatici stranieri che frequentavano la sua residenza. Il tema della Vanitas sembrerebbe invece maggiormente adeguato ad una collocazione più intima dello specchio. 

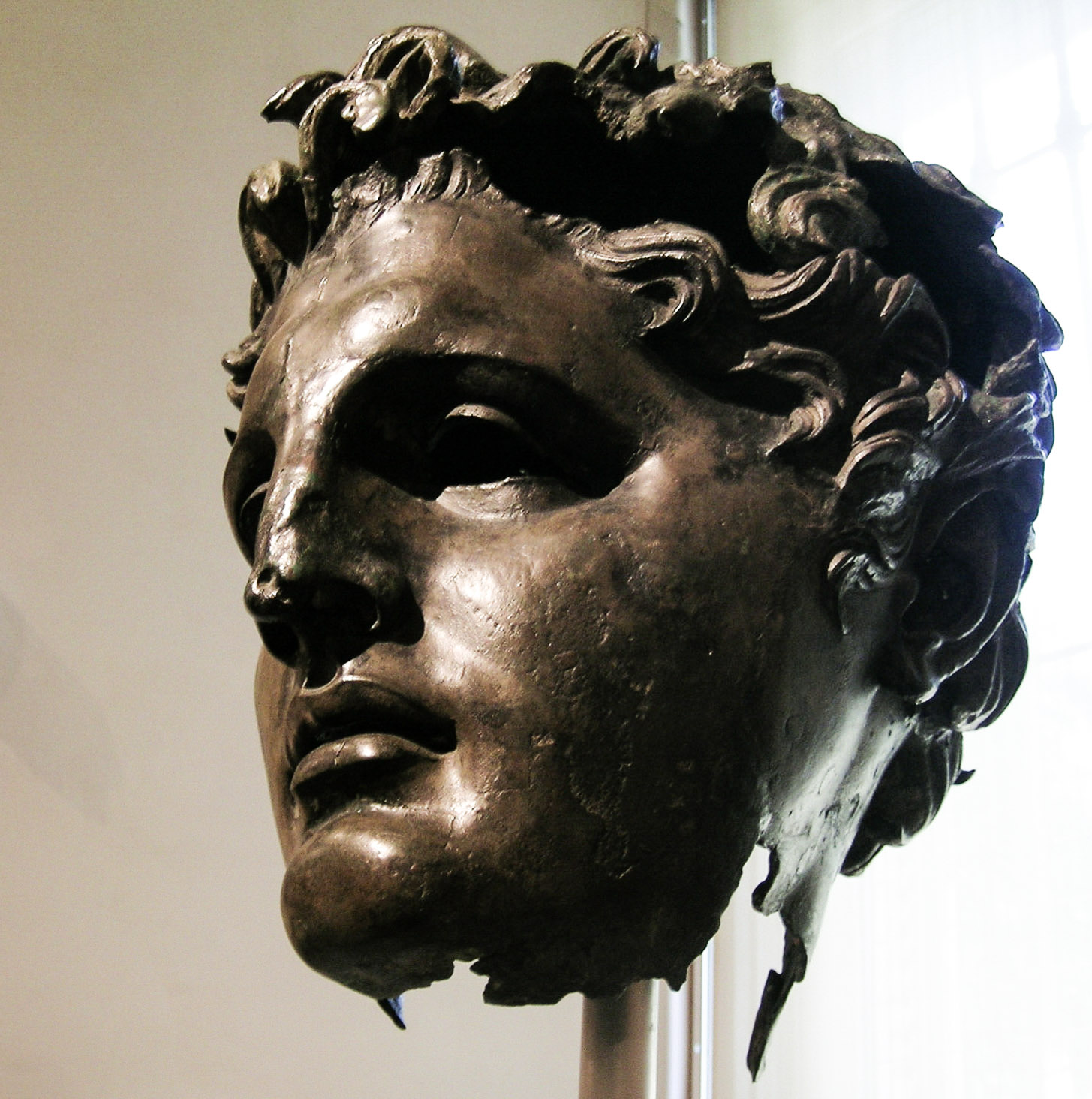
Testa bronzea di Diadoco o di Atleta, III secolo a. C., Madrid, Museo del Prado (proveniente dalle collezioni di Cristina di Svezia)

Viceversa l'opera, data la sua sistemazione a palazzo, era fatta, nelle intenzioni di Cristina, per essere vista, quindi per veicolare un messaggio. Ma quale? Quale era la verità, incarnata dalla stessa Cristina riflessa nello specchio, che il tempo avrebbe dovuto ristabilire?
Altro possibile elemento per l’interpretazione dell'opera ci è dato ancora dal Tessin: nella stessa sala dei quadri era collocata anche la testa bronzea di un'antica statua greca. La scultura che oggi si trova al Prado – forse un atleta o forse un diadoco – era all'epoca ritenuta una raffigurazione di Alessandro Magno. Questa testa era posta proprio di fronte allo specchio: quando non vi si specchiava Cristina nello specchio appariva Alessandro Magno e viceversa. L'intento quindi era quello di istituire un'identificazione tra la sovrana scandinava e il conquistatore macedone. La stessa regina del resto quando si convertì al cattolicesimo assunse anche il nome di Alessandra. 
La verità da riaffermare sarebbe quindi, per la tesi in discorso, la regalità di Cristina veicolata dal suo identificarsi con Alessandro Magno – il re dei re per antonomasia – nel gioco di riflettenze di cui appena detto. 
Ma da cosa questa verità era stata nascosta? L'ipotesi formulata è che con la commissione dello specchio Cristina abbia voluto reagire al grave discredito che le aveva gettato addosso un clamoroso evento accaduto qualche anno prima (nel 1657). Accadimento che aveva finito col raffreddare anche l’atteggiamento della curia pontificia nei suoi confronti, che pure solo due anni addietro aveva accolto la sovrana fattasi cattolica – e che per questa ragione aveva dovuto rinunciare al trono svedese – con i più alti onori.
Cristina infatti, in combutta con il cardinal Mazzarino, nutriva l'aspirazione (forse velleitaria sin dall'inizio) di acquisire la corona del regno di Napoli, allora in mano spagnola. Un piccolo nobile del suo seguito, Gian Rinaldo Monaldeschi, rivelò ad emissari spagnoli il piano che così sfumò. Scoperto il tradimento del Monadelschi Cristina lo fece uccidere seduta stante, pare con efferata violenza. Questi fatti furono causa di grande scandalo e l’immagine pubblica di Cristina di Svezia ne risultò gravemente compromessa, suscitando il deciso disappunto dello stesso papa. 
La verità dello specchio berniniano che il tempo avrebbe dovuto riaffermare quindi sarebbe che in tutta la vicenda – compreso il severo esercizio della giustizia nei confronti di un traditore – Cristina avrebbe operato, a dispetto della sfortuna pubblica che ciò le aveva causato, secondo le sue legittime prerogative di sovrana.